# نهریه
نهریه، روستایی از توابع بخش باوی شهرستان اهواز در استان خوزستان ایران است.

## جمعیت
این روستا در دهستان ویس قرار دارد و براساس سرشماری مرکز آمار ایران در سال ۱۳۸۵، جمعیت آن ۲۲ نفر (۴خانوار) بوده‌است.